# Misión Barrio Adentro
Misión Barrio Adentro es un programa social que comenzó a ser promovido por el expresidente de la República Bolivariana de Venezuela, Hugo Chávez con ayuda del gobierno de Cuba, que se caracteriza en la utilización de médicos cubanos y venezolanos, para ofrecer servicios de salud a la población venezolana en las zonas pobres del país (llamados, barrios), en ambulatorios pequeños construidos y dotados de insumos médicos en zonas inaccesibles y que quedan lejos de los hospitales.

## Antecedentes
Desde 1958 el acceso a programas sociales dependía, en la práctica, de ciertos organismos (partidos políticos, centrales sindicales, fuerzas armadas) y se concentraba en el ámbito urbano. La inversión pública en servicios de salud se redujo, limitando el efecto de los programas de salud en la población rural y las poblaciones urbanas marginales, estas últimas aumentando cada año. Ante la deficiencia en aumento de los servicios de sanidad pública, fue aumentando la sanidad privada. El total camas en hospitales públicos pasó de 3,46 por mil habitantes en 1963 a 3,06 en 1973, mientras que las camas en hospitales privados pasaron de 0,43 a 0,46.  Durante la década de 1970 la sanidad pública se fragmentó, llegando a estar dividida en más de 100 organismos. Además, durante las décadas de 1960 y 1970 la población sufrió un empobrecimiento generalizado.
La combinación del deterioro de la sanidad pública y el aumento de la pobreza conllevó problemas de salud generalizados: entre 1968 y 1973 la tasa de mortalidad infantil pasó de 46,7 a 53,7 por mil nacidos vivos registrados, llegando a 94,6 en Valencia, en Ciudad Guayana la diarrea pasó a ser la primera causa de mortalidad. A partir de la década de 1980, el financiamiento de la sanidad pública decreció drásticamente, trasladándose el servicio a la sanidad privada. Esto, junto a un sistema de recuperación de costes en la sanidad pública, que requería pagos en centros públicos para el acceso a la atención en ambulatorios y hospitales.

## Historia
En 2022 el 92% de los ambulatorios de Misión Barrio Adentro se encontraban cerrados.

## Infraestructura y organización

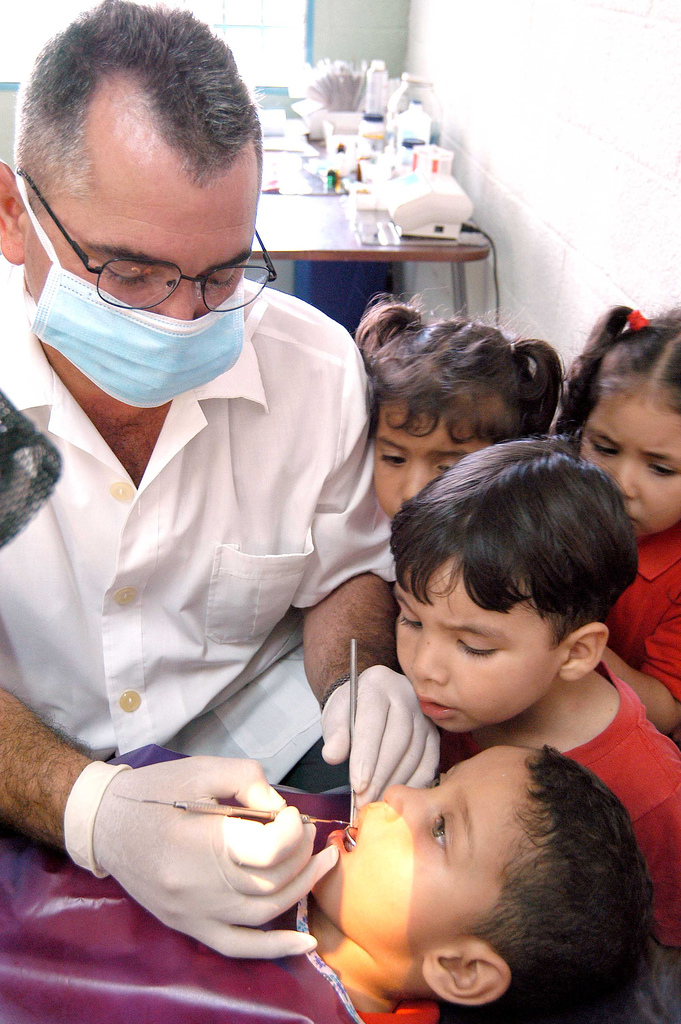
Odontólogo atendiendo a niños en el Centro Niños de Bolívar. Santa Catalina, parroquia Jacinto Plaza, estado Mérida, en 2004.

### Consultorios populares
Los consultorios populares son los principales puntos de atención de la misión. También existen los puntos de consulta, que son espacios preexistentes que son acondicionados para prestar atención médica. Cada consultorio popular está diseñado para dar cobertura sanitaria a entre 250 y 350 familias. Para ello cuentan con un médico de familia, un promotor de salud y una organización social de apoyo, como un comité de salud. Los consultorios son además un punto de distribución gratuito de medicamentos básicos y de promoción de la salud mediante actividades culturales y deportivas.

### Ambulatorios rurales y urbanos
Los ambulatorios rurales y urbanos son las instalaciones convencionales del Ministerio de Salud.

### Clínicas populares
Las clínicas populares son los centros de atención médica especializada. Estas están planificadas para dar cobertura a una población de 75.000 habitantes, excepto en zonas especiales como comunidades indígenas.

### Centros diagnósticos
La red de centros diagnósticos se compone de Centros de Diagnóstico Integral (CDI) y Centros de Alta Tecnología (CAT). Estos prestan servicio de apoyo diagnóstico y garantizan asistencia médica de emergencia las 24 horas. Los CAT son centros que cuentan con equipos de alta tecnología para el diagnóstico. La Misión planifica al menos un CDI por municipio y un CAT por estado.

### Salas de rehabilitación

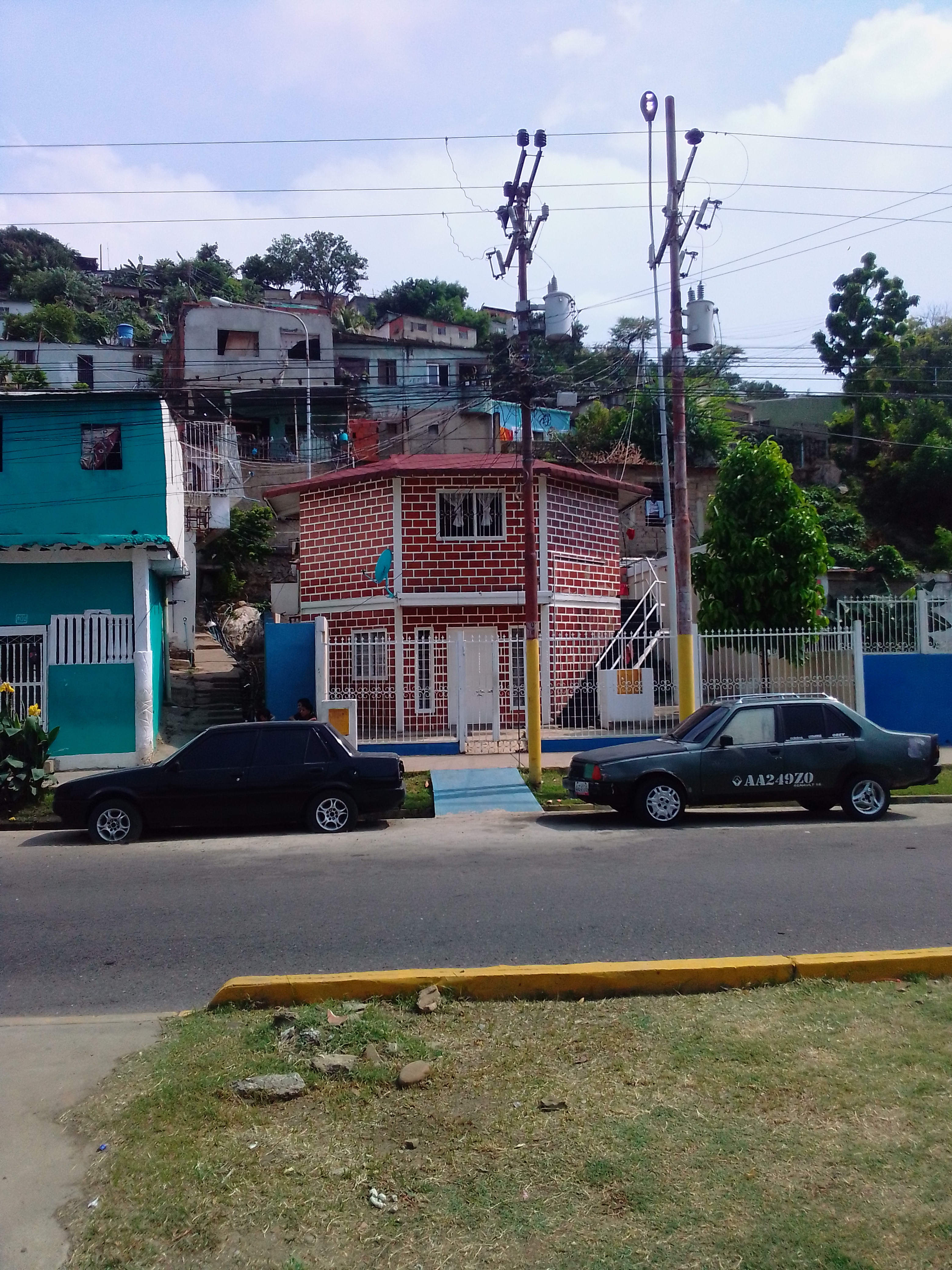
Módulo de Barrio Adentro

Las salas de rehabilitación integral prestan servicio de fisioterapia y rehabilitación para pacientes referidos desde los consultorios populares y los Centros de Diagnóstico Integral.

### Salas de odontología
Las salas de odontología prestan atención odontológica de forma gratuita. Se planifica una de ella por cada 3 o 4 consultorios populares.

### Boticas populares
Las boticas populares venden medicamentos que quedan fuera del conjunto de medicamentos gratuitos. Estos tienen un subsidio del 85%. Muchas de estas boticas se construyeron en el interior de los mercados de la Misión Mercal.

### Vacunatorios
Los vacunatorios prestan el servicio de vacunación. En 2006 se habían abierto 630 vacunatorios como parte de la Misión.

### Ópticas
Las óptimas cuentan con servicio de optometría y distribución gratuita de gafas.

## Críticas
Se alega que al momento de la creación de la Misión, el país ya contaba con una red de ambulatorios que si bien estaba abandonada, recibiendo las inversiones adecuadas podría prestar el servicio que requiere la población. En el 2017, Miami Herald publicó un artículo reportando que tres grupos de médicos que abandonaron la misión y fueron entrevistados declararon que se veían obligados a falsificar reportes de pacientes y a desechar medicamentos debido a que el programa demandaba una cuota diaria de pacientes que no siempre era cumplida, y a que inspecciones regulares requerían que los suministros de insumos correspondiesen a los pacientes atendidos.